# Tariq Teguia
Tariq Teguia (nacido en 1966) es un director de cine, guionista y productor argelino. 

## Biografía
Estudió artes visuales y filosofía en París. Fue profesor de historia del arte y fotógrafo, antes de filmar algunos cortos en la década de 1990 y un cortometraje documental de 2003.

## Carrera

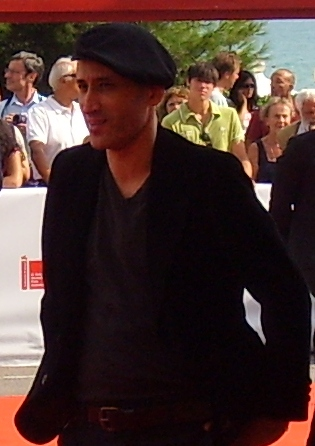
Tariq Teguia en el Festival de Cine de Venecia, 2008

Su debut cinematográfico en 2006, Rome wa la n'toura (Rome Rather Than You), ganó el Premio Especial del Jurado en el Festival Internacional de Cine de Friburgoe 2007. El crítico de la revista Variety, Robert Koehler, elogió "el exitoso debut de Tariq Teguia. . . Aunque los momentos finales son previsibles, tanto la llegada como las secuelas inmediatas muestran a Teguia como un director prometedor". Eric Henderson discrepó, escribiendo en Slant Magazine que la película fue "concebida con arrogancia, ejecutada con pretensiones y prolongada con petulancia". 
Su siguiente película, Gabbla (2008), recibió el premio FIPRESCI en el Festival de Cine de Venecia 2008 y el Premio Especial del Jurado Daum en el Festival Internacional de Cine de Jeonju 2009. En 2013 el gran premio del jurado del festival de cine Entrevues Belfort 2013 fue para su película Thwara Zanj (Zanj Revolution).

## Filmografía
- Haçla (cortometraje documental de 2003; director, guionista y productor)
- Roma wa la n'toura (Rome Rather Than You) (2006; director, guionista y productor)
- Gabbla (Inland) (2008; director, guionista y productor)
- Venice 70: Future Reloaded (documental de 2013)
- Thwara Zanj (Zanj Revolution) (2013; director y guionista)